# کیتچیسیپی وارد
کیتچیسیپی وارد (انگلیسی: Kitchissippi Ward) یا بخش پانزدهم یک بخش شهرداری در اتاوا، انتاریو، کانادا است.